# The Encore Collection: Seasons Change
The Encore Collection: Seasons Change è un album in studio del gruppo musicale statunitense Exposé, pubblicato nel 2001. L'album raccoglie alcuni dei loro successi, e brani celebri di altre band.

## Tracce
1. Seasons Change – 8:22
2. Come Go with me – 6:18
3. As Long As I Can Dream – 5:17
4. Let me Down Easy – 2:17
5. Point of Know Return – 4:38
6. When I Looked at Him – 5:19
7. Exposed to Love – 5:12
8. I'll Say goodbye for the Two of Us – 4:50
9. Face to Face – 5:05
10. December – 5:05

## Formazione
- Ann Curless
- Jeanette Jurado
- Gioia Bruno